# オッディの眷属
オッディの眷属 とは、中世のアイスランド共和国において最も権力の強かった一族郎党のひとつの名称。彼らは、アイスランド南部に位置するランガーヴェッリルのオッディを拠点とした。彼らは12世紀後半に勢力を増したが、その後、衰えた。ストゥルルンガ時代でのアイスランドの国内の政争において、わずかな影響しか持てなかった。アイスランド伯となったギッスル・ソルヴァルズソンの勢力に抗し得たのは、彼らがガムリ・サットマーリすなわち「古き盟約」と呼ばれた契約に署名をした後のことである。
オッディの眷属の家系は、アイスランド植民の第一世代に遡る。オッディの眷属として最初に名を成したのは、12世紀の学者賢者セームンドルである。